# Дамган (шахрестан)
Дамга́н (перс. شهرستان دامغان‎) — одна из пяти областей (шахрестанов) иранской провинции (остана) Семнан. Административный центр — город Дамган.

## Города шахрестана
Шахрестан Дамган состоит из двух районов (бакхшей): Центрального района и района Амирабад. К Центральному району относятся три города: Дамган, Дибай и Калатех-Рудбар. Здесь расположен Источник Али (Cheshme Ali), аналогичное название имеет ещё один источник в Рее, южном Тегеране. На район Амирабад приходится большая часть шахрестана. Единственным городом здесь является Амирие, расположенный к юго-западу от Дамхана. Кроме того, сюда относятся деревни: Мехмандуст, Наим-Абад, Тазаре, Калате, Туе и Дарвар, Йошех, Хассан-Абад, Рашм.

## Туристические достопримечательности
В городе Дамхан располагается множество древних исторических памятников. Кроме того, часть из них расположена за пределами современного города.
- Башня Тогрул-бека в Мехмандусте;
- Источник Али (Cheshmeh Ali) и форт вокруг него;
- Дибай, Сарчешме и Имамзаде;
- Каравансарай Аббаси;
- Герд Ку
- Манскрку и Мернегар
- Источник и колонна Баба-Али на севере Наим Абада
- Плотина на реке Дамхан
- пустыня Деште-Кевир